# Сливицкий, Константин Иванович
Константи́н Ива́нович Сливи́цкий (187? — 1942) — начальник штаба крепости Кушка (1905), штабс-капитан. Председатель Совета солдатских депутатов гарнизона крепости Кушка, сыгравший важную роль в пресечении попыток свержения советской власти в Туркестане. Первый советский неофициальный представитель в Афганистане.

## Биография
Константин Иванович Сливицкий после окончания Александровского училища был направлен на службу в Кушку. С 1905 года он — начальник штаба крепости. Он являлся одним из создателей самой мощной на тот момент в Средней Азии искровой радиостанции в Кушке.
В 1917 году он был выбран председателем Совета солдатских депутатов. Участник Гражданской войны на стороне красных. Под его командованием в 1918 году гарнизон крепости выдержал осаду со стороны превосходящих по численности гарнизон крепости антибольшевистских сил. Под его руководством была организована радиоразведка и контрразведка на Афганистан.
С августа 1920 года по март 1921 года находился с семьёй в Кабуле в качестве советского представителя в Афганистане. Затем работал в Уполнаркомотделе в Ташкенте.
Константин Иванович Сливицкий умер в Ташкенте в ноябре 1942 года от кровоизлияния в мозг, похоронен на Боткинском кладбище города.
Сын К. И. Сливицкого — Константин Сливицкий (23. 08. 1906—1983) был известным ташкентским радиолюбителем коротковолновиком.